# Robert Bunting
Robert L. Bunting (* 1945 in Sacramento, Kalifornien) ist ein US-amerikanischer Wirtschaftsprüfer.

## Leben
Er studierte Accounting an der University of Idaho und schloss 1968 mit einem „summa cum laude“ Bachelor ab.
Von 1968 bis 1972 begann er seine berufliche Tätigkeit bei Pricewaterhouse. Danach ging er zu Moss Adams LLP (der elftgrößten Wirtschaftsprüfungsgesellschaft der USA) in Seattle, wo er Partner wurde. Bunting war von 1981 bis 2004 ebendort CEO und 2004 Chairman. Außerdem war er von 1998 bis 2004 Chairman von Praxity (ehemals Moores Rowland International).
Von 2004 bis 2005 war er Chairman im AICPA Board of Directors. Ab 2006 war er Vizepräsident und von 2008 bis 2010 dann Präsident der International Federation of Accountants (IFAC).
Im Jahr 2008 erhielt er den AICPA Gold Medal Award for Distinguished Service und 2009 wurde er in die Hall of Fame der University of Idaho aufgenommen.
Er ist verheiratet und hat drei Kinder.